# Gino Malvestio
Dom Gino Malvestio PIME (Noale, 14 de janeiro de 1938 — Treviso, 7 de setembro de 1997) foi um bispo católico italiano. Terceiro bispo da Diocese de Parintins, no Amazonas.

## Biografia
Malvestio juntou-se ao Pontifício Instituto de Missões Estrangeiras (PIME) e estudou nos seminários do PIME em Monza e Milão, sendo ordenado padre em 26 de junho de 1965. Enviado como missionário para a então Prelazia de Parintins, dirigida por Dom Arcângelo Cerqua, serviu como reitor do seminário em Parintins. Permaneceu até 1972, quando foi convocado para dirigir o seminário do PIME em Sotto il Monte. Retornou ao Brasil em 1982, e tornou-se Diretor Espiritual do Seminário Arquidiocesano de Manaus. Em 1989, tornou-se pároco de São José Operário da Diocese de Parintins. O segundo bispo, Dom João Risatti, nomeou padre Gino como Vigário Geral da Diocese de Parintins em 1990.
Com a transferência de Bispo Risatti para o Amapá, Padre Gino foi nomeado como o terceiro bispo diocesano pelo Papa João Paulo II em 9 de março de 1994. Recebeu a ordenação episcopal no dia 14 de maio de 1994, em Parintins, das mãos de Dom Alfio Rapisarda, Núncio Apostólico no Brasil, tendo como co-celebrantes Dom Luiz Soares Vieira, arcebispo de Manaus, e Dom Giovanni Risatti, bispo de Macapá. Escolheu como lema Em nome de Maria.
Dom Gino Malvestio esteve no governo da diocese por três anos e seis meses. Em 1997, em decorrência de seu grave estado de saúde, viajou para Itália, mas devido a um câncer de bexiga que se espalhara para outros órgãos, Dom Gino morreu em 7 de setembro de 1997, em Treviso.